# Roberto Formigoni
Roberto Formigoni (ur. 30 marca 1947 w Lecco) – włoski polityk, parlamentarzysta krajowy i europejski, od 1995 do 2013 prezydent regionu Lombardia.

## Życiorys
Ukończył filozofię na Katolickim Uniwersytecie Najświętszego Serca w Mediolanie. Następnie studiował nauki polityczne na paryskiej Sorbonie.
Działał w młodzieżowych organizacjach chrześcijańskich, był m.in. nieformalnym rzecznikiem ruchu Comunione e Liberazione. Wstąpił też do Chrześcijańskiej Demokracji, a w jej ramach w 1975 powołał Ruch Ludowy (Movimento Popolare).
Od 1984 do 1993 przez dwie kadencje sprawował mandat posła do Parlamentu Europejskiego. Od 1987 do 1996 zasiadał w Izbie Deputowanych X, XI i XII kadencji. Po rozwiązaniu się chadecji współtworzył Włoską Partię Ludową. Razem z jej liderem, Rocco Buttiglione, opowiadał się za nawiązaniem współpracy z centroprawicową koalicją skupioną wokół Forza Italia. Gdy koncepcja ta nie zyskała aprobaty władz PPI, w 1995 przystąpił do nowego ugrupowania pod nazwą Zjednoczeni Chrześcijańscy Demokraci.
W tym samym roku po raz pierwszy został wybrany prezydentem regionu Lombardia. Od tego czasu nieprzerwanie zajmuje to stanowisko, skutecznie ubiegając się o reelekcję w 2000 i 2005.
Kiedy w 1998 Rocco Buttiglione zdecydował się poprzeć lewicowy rząd Massima D’Alemy, Roberto Formigoni odszedł z CDU do Forza Italia, Silvia Berlusconiego. W 2006 i 2008 był wybierany do Senatu XV i XVI kadencji, rezygnował jednak z objęcia mandatu z uwagi na zakaz jego łączenia z funkcją w administracji regionalnej.
W 2009 został jednym z liderów Ludu Wolności w Lombardii. W 2010 uzyskał reelekcję w wyborach regionalnych. W 2012 podał się do dymisji, gdy jeden z członków regionalnego rządu został zatrzymany w związku z zarzutami o korupcję. W wyborach w 2013 uzyskał mandat senatorski na XVII kadencję. W tym samym roku przystąpił do partii Nowa Centroprawica.